# Coleophora hippodromica
Coleophora hippodromica là một loài bướm đêm thuộc họ Coleophoridae. Nó được tìm thấy ở Bắc Phi.
Ấu trùng ăn Astragalus gombo.